# Grand Prix Japonska 2011
Grand Prix Japonska 2011 (XXXVII Fuji Television Japanese Grand Prix), 15. závod 62. ročníku mistrovství světa jezdců Formule 1 a 53. ročníku poháru konstruktérů, historicky již 855. grand prix se odehrála na okruhu Suzuka.

## Výsledky

### Kvalifikace
| Pořadí                | Číslo | Jezdec             | Tým                  | 1. část  | 2. část  | 3. část  | Start |
| --------------------- | ----- | ------------------ | -------------------- | -------- | -------- | -------- | ----- |
| 1                     | 1     | Sebastian Vettel   | Red Bull-Renault     | 1:33.051 | 1:31.424 | 1:30.466 | 1     |
| 2                     | 4     | Jenson Button      | McLaren-Mercedes     | 1:32.947 | 1:31.434 | 1:30.475 | 2     |
| 3                     | 3     | Lewis Hamilton     | McLaren-Mercedes     | 1:32.843 | 1:31.139 | 1:30.617 | 3     |
| 4                     | 6     | Felipe Massa       | Ferrari              | 1:33.235 | 1:31.909 | 1:30.904 | 4     |
| 5                     | 5     | Fernando Alonso    | Ferrari              | 1:32.817 | 1:31.612 | 1:30.886 | 5     |
| 6                     | 2     | Mark Webber        | Red Bull-Renault     | 1:33.135 | 1:31.576 | 1:31.156 | 6     |
| 7                     | 16    | Kamui Kobajaši     | Sauber-Ferrari       | 1:32.626 | 1:32.380 | bez času | 7     |
| 8                     | 7     | Michael Schumacher | Mercedes             | 1:33.748 | 1:32.116 | bez času | 8     |
| 9                     | 9     | Bruno Senna        | Renault              | 1:33.359 | 1:32.297 | bez času | 9     |
| 10                    | 10    | Vitalij Petrov     | Renault              | 1:32.877 | 1:32.245 | bez času | 10    |
| 11                    | 14    | Adrian Sutil       | Force India-Mercedes | 1:32.761 | 1:32.463 |          | 11    |
| 12                    | 15    | Paul di Resta      | Force India-Mercedes | 1:33.499 | 1:32.746 |          | 12    |
| 13                    | 11    | Rubens Barrichello | Williams-Cosworth    | 1:33.921 | 1:33.079 |          | 13    |
| 14                    | 12    | Pastor Maldonado   | Williams-Cosworth    | 1:33.781 | 1:33.224 |          | 14    |
| 15                    | 18    | Sébastien Buemi    | Toro Rosso-Ferrari   | 1:33.064 | 1:33.227 |          | 15    |
| 16                    | 19    | Jaime Alguersuari  | Toro Rosso-Ferrari   | 1:35.111 | 1:33.427 |          | 16    |
| 17                    | 17    | Sergio Pérez       | Sauber-Ferrari       | 1:34.704 | bez času |          | 17    |
| 18                    | 20    | Heikki Kovalainen  | Lotus-Renault        | 1:35.454 |          |          | 18    |
| 19                    | 21    | Jarno Trulli       | Lotus-Renault        | 1:35.514 |          |          | 19    |
| 20                    | 25    | Jérôme d'Ambrosio  | Virgin-Cosworth      | 1:36.439 |          |          | 20    |
| 21                    | 24    | Timo Glock         | Virgin-Cosworth      | 1:36.507 |          |          | 21    |
| 22                    | 22    | Daniel Ricciardo   | HRT-Cosworth         | 1:37.846 |          |          | 22    |
| Limit 107 %: 1:39.109 |       |                    |                      |          |          |          |       |
| 23                    | 8     | Nico Rosberg       | Mercedes             | bez času |          |          | 23    |
| 24                    | 23    | Vitantonio Liuzzi  | HRT-Cosworth         | bez času |          |          | 24    |

### Závod
| Pořadí | Číslo | Jezdec             | Tým                  | Kola | Čas/odstoupení | Start | Body |
| ------ | ----- | ------------------ | -------------------- | ---- | -------------- | ----- | ---- |
| 1      | 4     | Jenson Button      | McLaren-Mercedes     | 53   | 1:30:53.427    | 2     | 25   |
| 2      | 5     | Fernando Alonso    | Ferrari              | 53   | +1.160         | 5     | 18   |
| 3      | 1     | Sebastian Vettel   | Red Bull-Renault     | 53   | +2.006         | 1     | 15   |
| 4      | 2     | Mark Webber        | Red Bull-Renault     | 53   | +8.071         | 6     | 12   |
| 5      | 3     | Lewis Hamilton     | McLaren-Mercedes     | 53   | +24.268        | 3     | 10   |
| 6      | 7     | Michael Schumacher | Mercedes             | 53   | +27.120        | 8     | 8    |
| 7      | 6     | Felipe Massa       | Ferrari              | 53   | +28.240        | 4     | 6    |
| 8      | 17    | Sergio Pérez       | Sauber-Ferrari       | 53   | +39.377        | 17    | 4    |
| 9      | 10    | Vitalij Petrov     | Renault              | 53   | +42.607        | 10    | 2    |
| 10     | 8     | Nico Rosberg       | Mercedes             | 53   | +44.322        | 23    | 1    |
| 11     | 14    | Adrian Sutil       | Force India-Mercedes | 53   | +54.447        | 11    |      |
| 12     | 15    | Paul di Resta      | Force India-Mercedes | 53   | +1:02.326      | 12    |      |
| 13     | 16    | Kamui Kobajaši     | Sauber-Ferrari       | 53   | +1:03.705      | 7     |      |
| 14     | 12    | Pastor Maldonado   | Williams-Cosworth    | 53   | +1:04.194      | 14    |      |
| 15     | 19    | Jaime Alguersuari  | Toro Rosso-Ferrari   | 53   | +1:06.623      | 16    |      |
| 16     | 9     | Bruno Senna        | Renault              | 53   | +1:12.628      | 9     |      |
| 17     | 11    | Rubens Barrichello | Williams-Cosworth    | 53   | +1:14.191      | 13    |      |
| 18     | 20    | Heikki Kovalainen  | Lotus-Renault        | 53   | +1:27.824      | 18    |      |
| 19     | 21    | Jarno Trulli       | Lotus-Renault        | 53   | +1:36.140      | 19    |      |
| 20     | 24    | Timo Glock         | Virgin-Cosworth      | 51   | +2 kola        | 21    |      |
| 21     | 25    | Jérôme d'Ambrosio  | Virgin-Cosworth      | 51   | +2 kola        | 20    |      |
| 22     | 22    | Daniel Ricciardo   | HRT-Cosworth         | 51   | +2 kola        | 22    |      |
| 23     | 23    | Vitantonio Liuzzi  | HRT-Cosworth         | 50   | +3 kola        | 24    |      |
| Ret    | 18    | Sébastien Buemi    | Toro Rosso-Ferrari   | 11   | Řízení         | 15    |      |

## Průběžné pořadí šampionátu
Pohár jezdců
| Pořadí | Jezdec           | Body |
| ------ | ---------------- | ---- |
| 1      | Sebastian Vettel | 324  |
| 2      | Jenson Button    | 210  |
| 3      | Fernando Alonso  | 202  |
| 4      | Mark Webber      | 194  |
| 5      | Lewis Hamilton   | 178  |

Pohár konstruktérů
| Pořadí | Tým              | Body |
| ------ | ---------------- | ---- |
| 1      | Red Bull-Renault | 518  |
| 2      | McLaren-Mercedes | 388  |
| 3      | Ferrari          | 292  |
| 4      | Mercedes         | 123  |
| 5      | Renault          | 72   |